# Déformation personnelle
Déformation personnelle est un court métrage québécois réalisé par Jean-François Asselin et sorti en 2003.

## Synopsis
Le jour de son premier rendez-vous avec Marie-Hélène, François voit se matérialiser devant lui les différents aspects de sa personnalité, soit la Femme en lui, l'Homme en lui, l'Enfant en lui…

## Fiche technique
- Réalisation et scénario : Jean-François Asselin
- Image : Alexis Durand-Brault
- Date de sortie : 21 janvier 2003 (Canada)

## Distribution
- Martin Laroche : François Ducharme
- Julie Le Breton : Marie-Hélène
- François Létourneau : l'Écrivain en lui
- Anick Lemay : la Femme en lui
- Paul Cagelet : l'Homme en lui
- Laurent-Christophe de Ruelle : l'Enfant en lui
- Michel-André Cardin : le Drôle en lui
- Jacques Drolet : l'Homosexuel en lui
- David Savard : le Peureux en lui
- Rita Bibeau : madame Auger
- Juda : l'Animal en lui

## Anecdote
Ce court métrage a inspiré la télé-série François en série diffusée à Séries+.